# Kruszwin
Kruszwin (niem. Simonsdorf) – wieś w Polsce położona w województwie zachodniopomorskim, w powiecie myśliborskim, w gminie Myślibórz.
W latach 1975–1998 miejscowość administracyjnie należała do województwa gorzowskiego.
Wieś położona nad jeziorem Myśliborskim z neogotyckim kościołem z XIX wieku i podworskim parkiem o starym drzewostanie i brzozowej alei.
W roku 2011 wieś liczyła 143 mieszkańców

## Zabytki
- park dworski, pozostałość po dworze[5].